# Papilio chiansiades
Papilio chiansiades is een vlinder uit de familie van de pages (Papilionidae). De wetenschappelijke naam van de soort is voor het eerst geldig gepubliceerd in 1872 door John Obadiah Westwood.